# Mação
Mação (mɐ'sɐ̃ũ) è un comune portoghese di 8 442 abitanti situato nel distretto di Santarém.

## Società

### Evoluzione demografica
| Popolazione di Mação (1801 – 2011) | Popolazione di Mação (1801 – 2011) | Popolazione di Mação (1801 – 2011) | Popolazione di Mação (1801 – 2011) | Popolazione di Mação (1801 – 2011) | Popolazione di Mação (1801 – 2011) | Popolazione di Mação (1801 – 2011) | Popolazione di Mação (1801 – 2011) | Popolazione di Mação (1801 – 2011) | Popolazione di Mação (1801 – 2011) |
| ---------------------------------- | ---------------------------------- | ---------------------------------- | ---------------------------------- | ---------------------------------- | ---------------------------------- | ---------------------------------- | ---------------------------------- | ---------------------------------- | ---------------------------------- |
| 1801                               | 1849                               | 1900                               | 1930                               | 1960                               | 1981                               | 1991                               | 2001                               | 2004                               | 2011                               |
| 1724                               | 6823                               | 15525                              | 18806                              | 19045                              | 12234                              | 10060                              | 8442                               | 7763                               | 7338                               |

## Freguesias
- Aboboreira
- Amêndoa
- Cardigos
- Carvoeiro
- Envendos
- Mação
- Ortiga
- Penhascoso